# Алаехос
Алаехос (ісп. Alaejos) — муніципалітет в Іспанії, у складі автономної спільноти Кастилія-і-Леон, у провінції Вальядолід. Населення — 1572 особи (2010).
Муніципалітет розташований на відстані близько 160 км на північний захід від Мадрида, 55 км на південний захід від Вальядоліда.
Алаехос є антиподом Веллінгтона, столиці Нової Зеландії

## Демографія
Динаміка населення (INE ):

## Галерея зображень

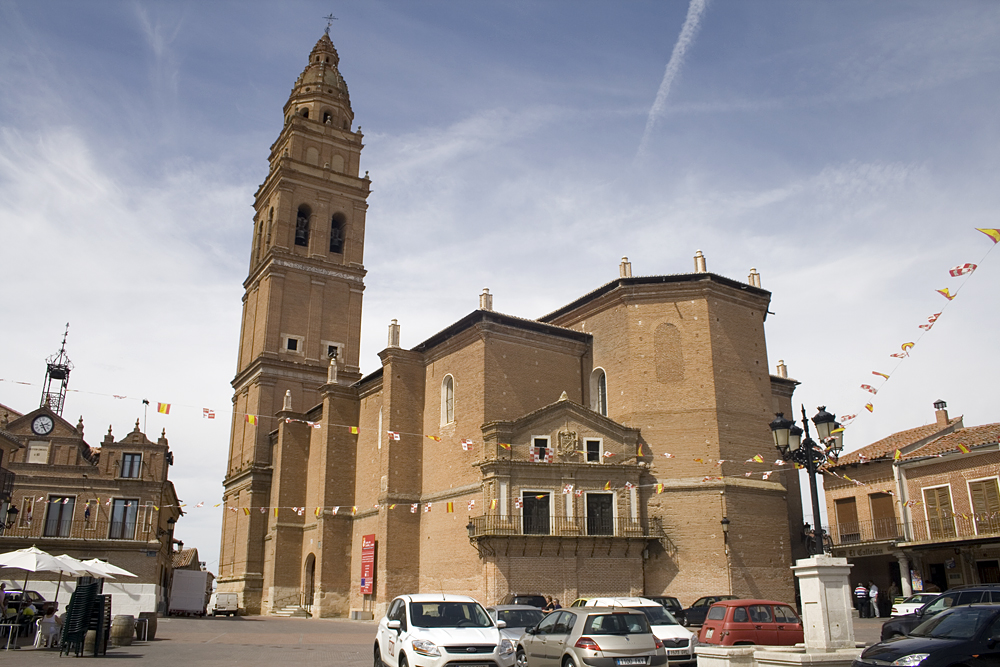
Церква Сан-Педро
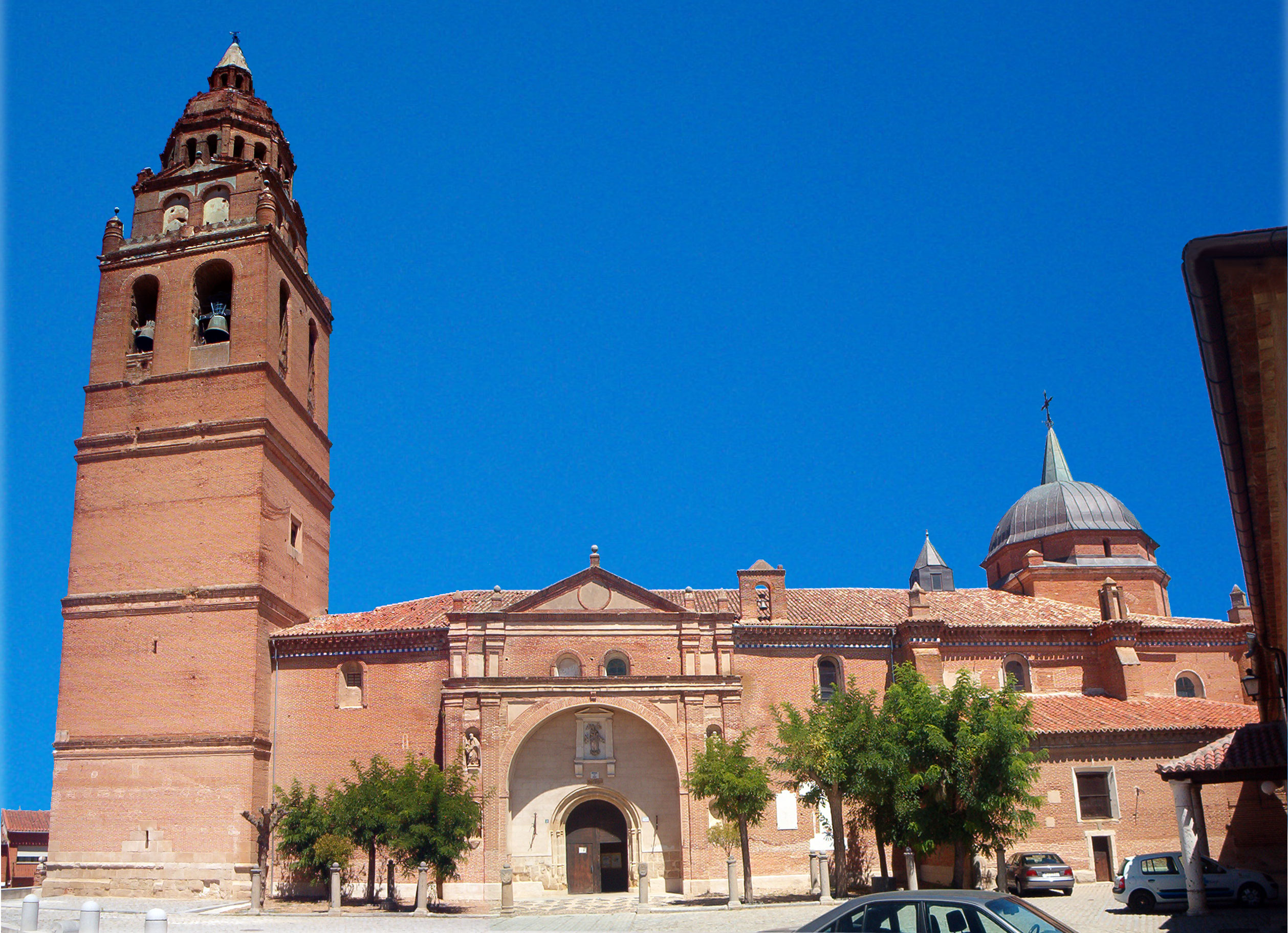
Церква Санта-Марія